# Rural Retreat
Rural Retreat è un comune degli Stati Uniti d'America, situato nello Stato della Virginia, nella Contea di Wythe.